# Geshna cannalis
Geshna cannalis is een vlinder uit de familie van de grasmotten (Crambidae), uit de onderfamilie van de Spilomelinae. De wetenschappelijke naam van deze soort is voor het eerst voorgesteld als Hydrocampa cannalis door Altus Lacy Quaintance in een publicatie uit 1898.
De soort komt voor in de Verenigde Staten en Cuba.